# Pierwiastek z dziewięciu
Pierwiastek z dziewięciu – dziewiąty studyjny album Ich Troje, który ukazał się 8 grudnia 2017. Znajduje się na nim 17 premierowych utworów. Nowy album utrzymywał się przez kilka tygodni na liście Bestsellerów Empiku. Jest to pierwsza płyta z nową wokalistką Agatą Buczkowską. Oprócz niej w nagraniu udział wzięli: Michał Wiśniewski, który napisał siedem tekstów piosenek i Jacek Łągwa, który zajął się kompozycją ośmiu z nich. Płytę promują  4 single : „Letnia przygoda” Piotra Bukartyka, „Anioły”, „Hejty” i „Czerń i biel” oraz EP z 9 utworami, rozdawana na koncertach biletowanych (na EP utwór „Młodość to nie wstyd” jest w wersji anglojęzycznej). 
Album uplasował się na 37 miejscu w zastawieniu OLIS. Jest to pierwszy album grupy od 9 lat.

## Lista utworów
1. Anioły
2. Po tej stronie
3. Samo życie
4. Idę po szkle
5. Czerń i biel
6. Hejty
7. Za oknem
8. Młodość to nie wstyd
9. Męska brać
10. W mokrym płaszczu stoję
11. Where is the love
12. Guardians of the night
13. Ból
14. Padół
15. Wychylylybymy
16. Królowa miłości
17. Letnia przygoda